# Prstochodec

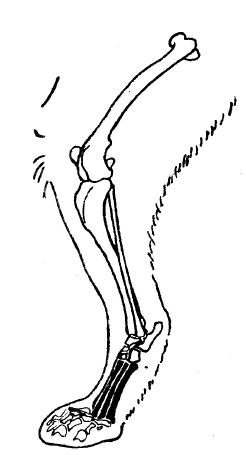
končetina psovité šelmy

Prstochodec je označení pro savce, kteří došlapují pouze na prsty, nebo pouze na poslední články prstů. Mezi prstochodce patří většina šelem a sudokopytníků a všichni lichokopytníci. Končetina prstochodce je typická anatomickými přizpůsobeními, jako je zakrnění některých prstů, srůsty kostí, mozoly (hlavně na končetinách šelem) nebo zmohutněním drápů až do podoby kopyt (u lichokopytníků) nebo paznehtů (u sudokopytníků).